# Descolea gunnii
Descolea gunnii är en svampart som först beskrevs av George Edward Massee, och fick sitt nu gällande namn av E. Horak 1971. Descolea gunnii ingår i släktet Descolea och familjen spindlingar.   Inga underarter finns listade i Catalogue of Life.

## Källor

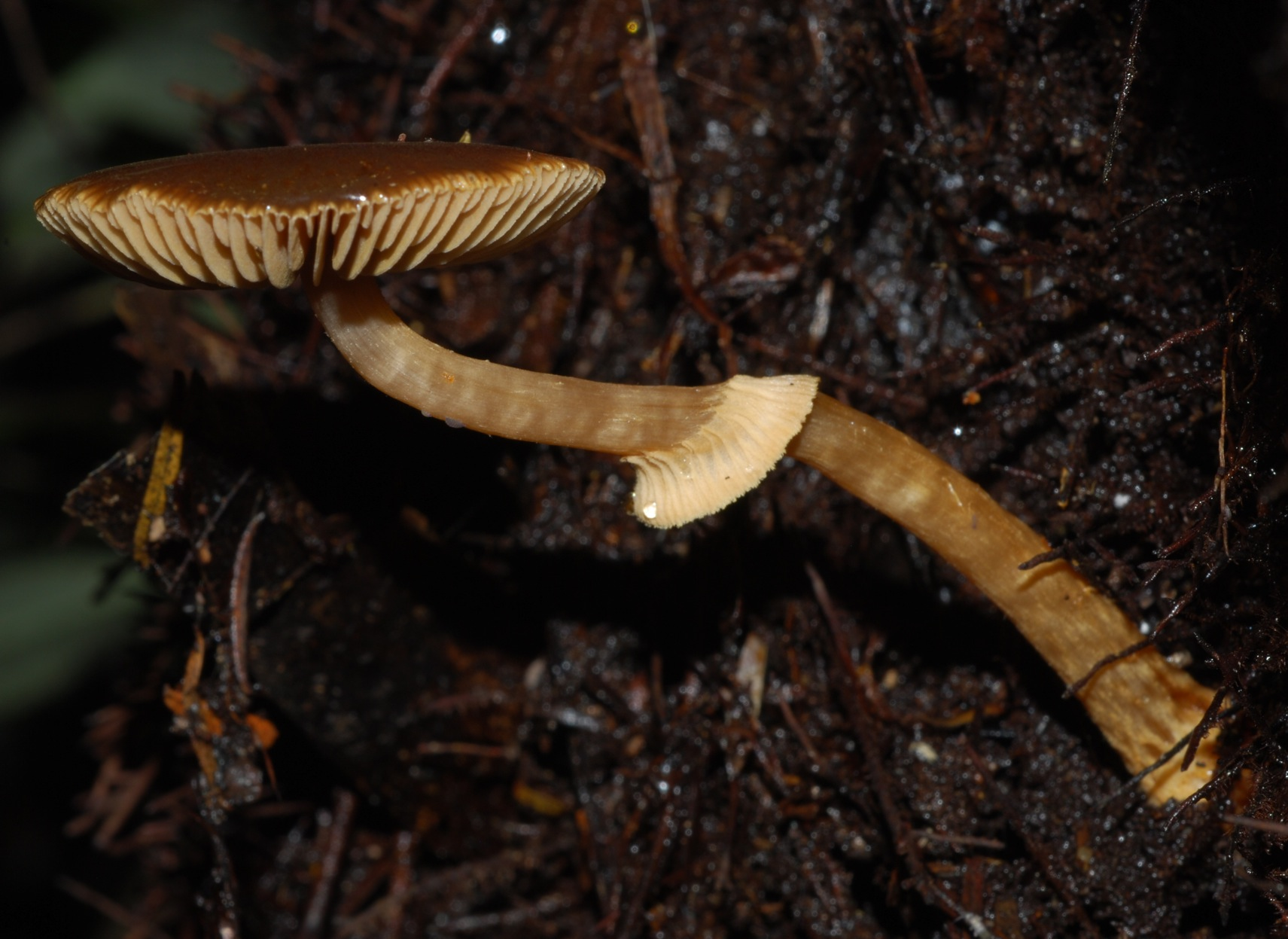
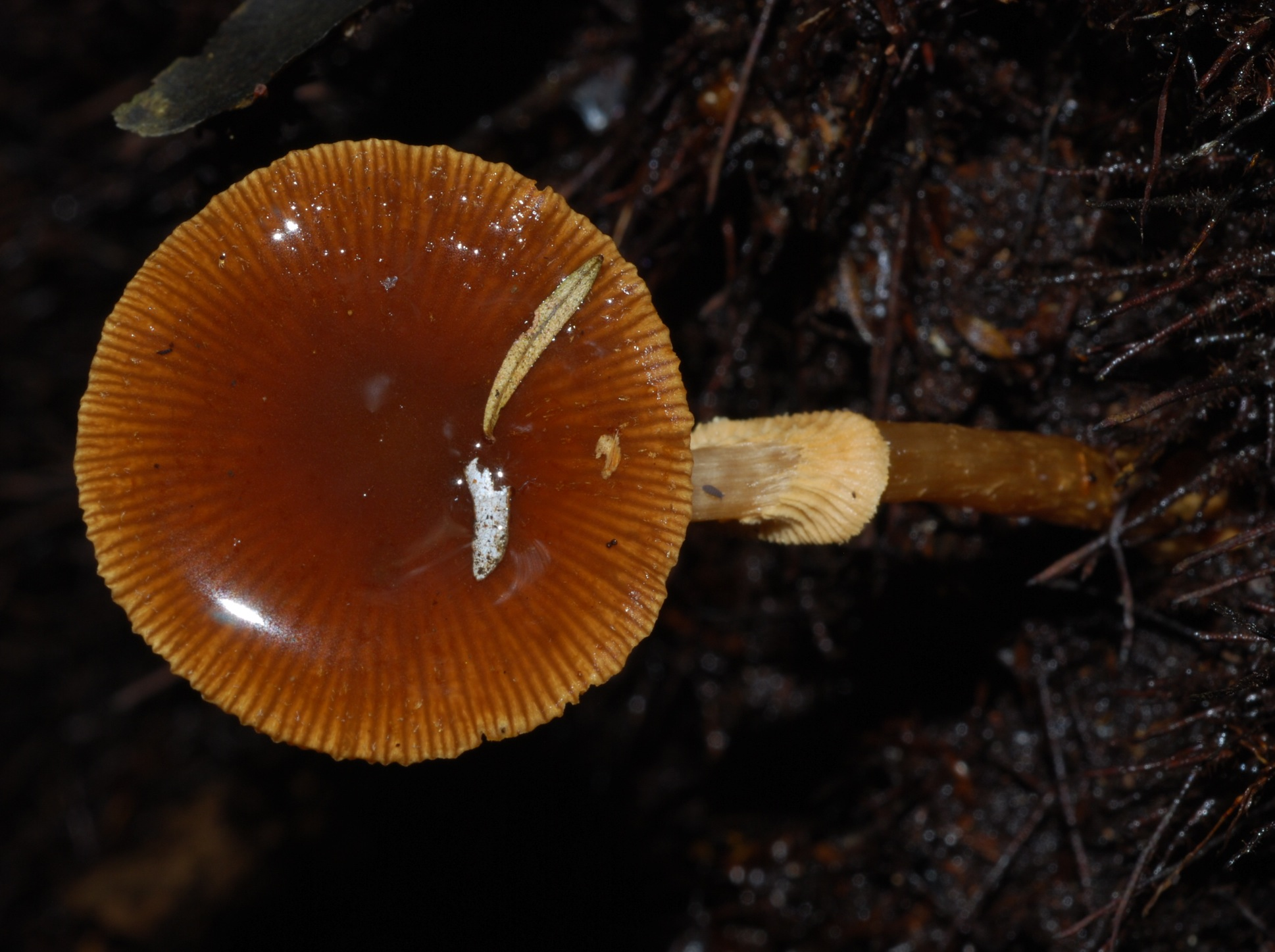
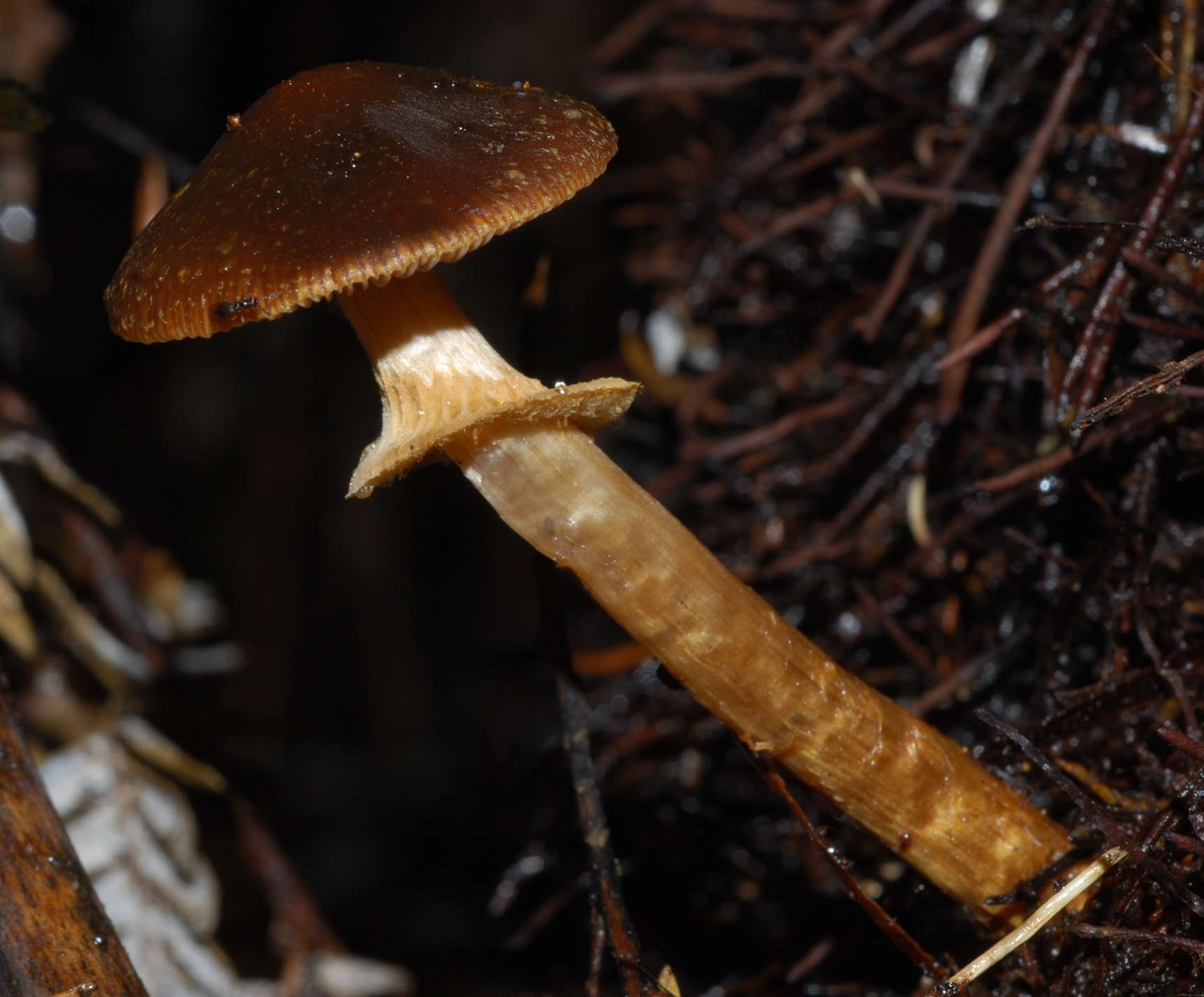
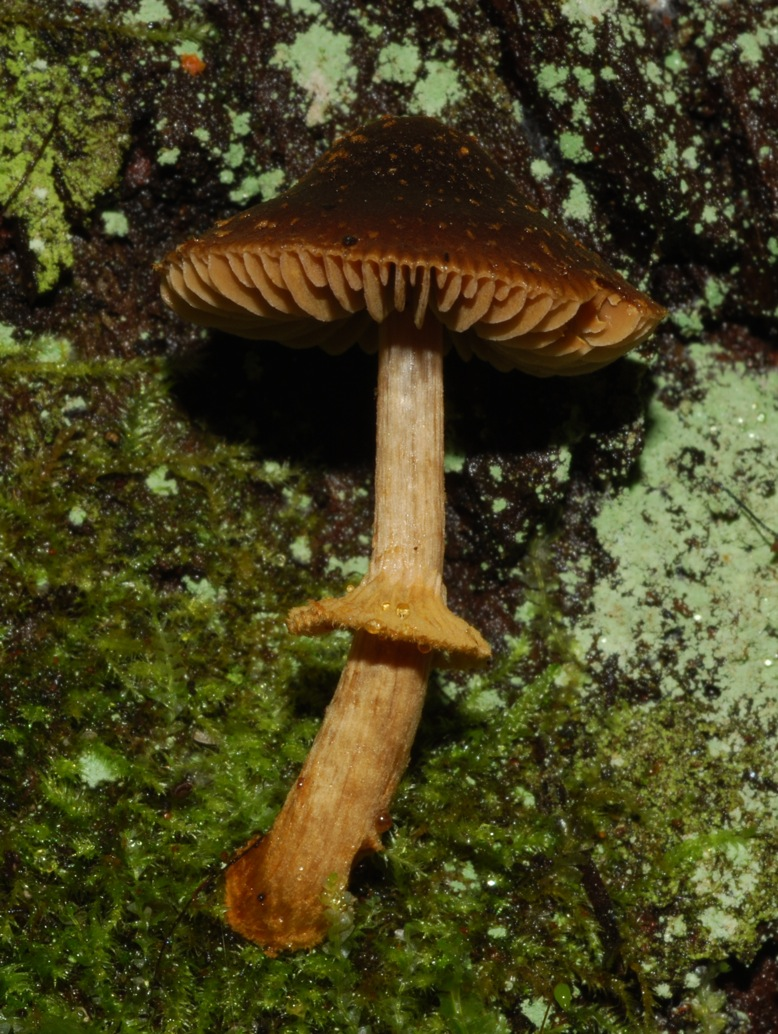